# 近藤ようこ
近藤 ようこ（こんどう ようこ、1957年5月11日 - ）は、日本の漫画家。

## 経歴
新潟県新潟市出身。新潟県立新潟中央高等学校時代、高橋留美子らと共に漫画研究会を設立し活動、近藤は副部長を務めていた。折口民俗学にあこがれて國學院大學文学部文学科に進学。大学在学中に『ガロ』1979年5月号にて投稿作品「ものろおぐ」でデビューし、大学卒業後は書店勤務の傍ら『劇画アリス』『漫画ダイナミックス』『マンガ奇想天外』『漫金超』などに作品を発表する。同じ『ガロ』で活躍した、やまだ紫、杉浦日向子と「ガロ三人娘」と呼ばれた。
初期の作品は青年期の自意識を反映した私小説風のものが多かったが、やがて民俗学・国文学の素養を足場にして構想豊かな作品を手がけるようになる。『漫画サンデー』連載の『見晴らしガ丘』シリーズでは、東京近郊の私鉄沿いにある架空の新興住宅地を舞台に、それぞれ境遇の異なる人物のさまざまな日常ドラマを描いて高い評価を得た。同作で1986年、第15回日本漫画家協会賞優秀賞を受賞。『ビッグコミック』連載の『ルームメイツ』『兄帰る』は1996年、2009年にそれぞれテレビドラマ化。『アカシアの道』は2001年に松岡錠司監督により映画化されている。
平凡な人々のドラマを独自の視点で描いた作品のほか、『水鏡綺譚』『逢魔が橋』、説教節を素材にした『妖霊星（よろぼし）』『小栗判官』など、中世日本を舞台にした一連の作品がある。2007年には坂口安吾の説話体小説「夜長姫と耳男」を漫画化、続いて2008年に同作者の「桜の森の満開の下」を漫画化し、2012年には安吾の「戦争と一人の女」の漫画化を6年がかりで描き下ろした。2013年より『コミックビーム』にて手がけた津原泰水原作の漫画『五色の舟』は第18回文化庁メディア芸術祭マンガ部門大賞を受賞している。また、2015年に折口信夫の長編小説『死者の書』を漫画化し発表する。
日本の自然を題材にした記録絵本『大きな木の下で』（1998年）では文章を担当（松岡達英 画） 。漫画以外ではほかにも『私たちの着物術』など着物を題材にした共著もある。

## 関連人物
つげ義春に強く傾倒しており、1998年の夏に住宅地のアスファルトの路地を、1匹のサワガニが横切ってよその家に消えていく場面に出くわし、つげの『蟹』を思い出し、カニをモチーフにした漫画を構想する。オールドミスの主人公が年下の恋人との関係を持続すべきか否かを悩んでいるときに故郷の父が病に倒れ、実家に戻るべきかどうか迷っている。売れない漫画家の「私」は田舎に引っ込んだなら、仕事の依頼も恋人も両方を失うだろう。ある日、「私」は近所の路地で蟹を見る。突然、父とサワガニをとった故郷の幼い灯を思い出す。アスファルトの上のカニに自分を重ね、故郷に帰る決心をする。というあらすじであった。同時に、こういう私小説風な表現で描くと、読者の多くが本当のことだと勘違いするらしい。つげさんを個人的に存じ上げてはいないが、少なくとも『無能の人』であるはずがない。読者は純情なのだな。さほど私が即席で作った蟹話は面白くない。私が凡庸な漫画家で、李さんのような魅力的なキャラクターを創作できないからだと述べている。
1998年に発刊された新潮文庫版つげ義春作品集『義男の青春・別離』では、巻末に6頁にわたり、「夢とチボーの彼岸」と題する詳細な解説を書いている

## 著書リスト

### 漫画
- 『月夜見』（ブロンズ社、1981年9月）
- 『仮想恋愛』（青林堂、1982年6月）
  - 青林工藝舎版（近藤ようこ初期作品集1 青林工藝舎、2015年7月）
- 『夏は来ぬ』（青林堂、1983年6月）
- 『見晴らしガ丘にて』
  - マンサンコミックス版（実業之日本社、1985年）
  - ちくま文庫版（筑摩書房、1994年7月）ISBN 4480028765
  - 完全版（青林工藝舎、2007年9月）ISBN 978-4883792504
- 『猫っかぶりゼネレーション』
  - マンサンコミックス版（実業之日本社、1985年）
  - 青林堂版（上下巻、青林堂、1995年12月）
- 『夕顔』（日本文芸社、1985年5月）ISBN 978-4537004557
- 『ラストダンス』（日本文芸社、1985年9月）ISBN 978-4537004564
- 『悲しき街角』（河出書房新社<カワデ・パーソナル・コミックス>、1986年7月）ISBN 978-4309725086
- 『美しの首』
  - あすかコミックスDX版（角川書店、1988年1月）
  - ちくま文庫版（筑摩書房、1995年7月）
- 『わたしに似た人』（日本文芸社、1988年2月）
- 『水の蛇』（角川書店<あすかコミックスDX>、1988年10月）
- 『遠くにありて』
  - ビッグコミックス版（全2巻、小学館、1989年3月-1991年1月）
  - 小学館文庫版（全1巻、1999年6月）
- 『水鏡綺譚』
  - 角川版（角川書店、上巻1990年1月、下巻1992年2月）
  - 青林工藝舎版（青林工藝舎、2004年5月）
- 『Horizon blue』
  - 青林堂版（青林堂、1990年4月）
  - 青林工藝舎版（『ホライズンブルー』、青林工藝舎、1999年9月）
- 『説経小栗判官』
  - Jets Comics版（白泉社、1990年5月）
  - ちくま文庫版（筑摩書房、2003年1月）
- 『移り気本気』
  - 新潮コミック版（新潮社<新潮コミック>、1991年4月）
  - 青林工藝舎版（青林工藝舎、2005年2月）ISBN 978-4883791811
- 『ルームメイツ』
  - ビッグコミックス版（全4巻、小学館、1992年6月-1997年1月
  - 小学館文庫版（全3巻、1999年4月）
- 『瓢かわいや』（白泉社<Jets comics>、1992年9月）
- 『猫の草子』（白泉社<Jets comics>、1993年7月）
- 『妖霊星』（よろぼし）
  - 旧版（青林堂、1994年8月）
  - 改訂版（『妖霊星―身毒丸の物語』、青林工藝舎、2004年9月）
- 『影姫』（マガジンハウス<アレ! コミックス>、1994年11月）
- 『極楽ミシン』（新潮社<新潮コミック>、1994年11月）
- 『心の迷宮』
  - ビッグゴールドコミックス版（全3巻、小学館、1995年4月-1998年11月）
  - ホーム社漫画文庫版（上下巻、ホーム社、2006年6月）
- 『花散る里』
  - Jets Comics版（白泉社、1996年7月）
  - 新版（青林工藝舎、2009年2月）『瓢かわいや』との合本
- 『蛇苺の庭』（マガジンハウス<Mag comics>、1996年9月）
- 『春来る鬼』（青林工藝舎、1998年4月）初期作品集
- 『アネモネ駅』（青林工藝舎、1998年7月）
- 『あけがたルージュ』（全2巻、小学館〈ビッグコミックスペシャル〉、1999年5月-2001年7月）
- 『月影の御母』（朝日ソノラマ<眠れぬ夜の奇妙な話コミックス>、1999年10月）
- 『赤い爪』（青林工藝舎、2000年3月）
- 『アカシアの道』（青林工藝舎、2000年7月）
- 『火宅』（青林工藝舎、2001年3月）
- 『ヴァージニア』（青林工藝舎、2001年7月）
- 『雪夜の告白』（青林工藝舎、2002年4月）
- 『鋼の娘』（祥伝社<フィールコミックスGOLD>、2002年8月）
- 『独りの夜も長くない』（小学館<ビッグコミックススペシャル>、2003年6月）
- 『絹の紐―Youko Kondo love sellection』（太田出版<F×COMICS>、2003年10月）
- 『あしたも着物日和』（徳間書店、2006年7月、のち徳間文庫）エッセイコミック
- 『兄帰る』（小学館<ビッグコミックススペシャル>、2006年10月）
- 『宝の嫁』
  - ぶんか社版（ぶんか社(Bunkasha comics)、2006年12月）
  - エンターブレイン版（エンターブレイン (ビームコミックス) 、2014年3月）
- 『夜長姫と耳男』（小学館<ビッグコミックススペシャル>、2008年3月）
- 『桜の森の満開の下』（小学館<ビッグコミックススペシャル>、2009年3月）
- 『鬼にもらった女』（青林工藝舎、2008年6月）
- 『着物いろはがるた』（徳間書店、2009年7月）エッセイコミック
- 『逢魔が橋』（青林工藝舎、2010年9月）ISBN 978-4883793259
- 『ゆうやけ公園』（徳間書店、2011年10月）ISBN 978-4198632700
  - 青林工藝舎版（青林工藝舎、2020年5月）ISBN 978-4-88379-471-3
- 『恋スル古事記』（角川書店、2012年10月）ISBN 978-4041103197
- 『戦争と一人の女』（坂口安吾原作、青林工藝舎、2012年11月）ISBN 978-4883793778
- 『五色の舟』（津原泰水原作、エンターブレイン (ビームコミックス) 、2014年3月）第18回文化庁メディア芸術祭マンガ部門大賞 KADOKAWA/エンターブレイン（2014年3月24日）ISBN 978-4047295476
- 『異神変奏 時をめぐる旅』 （kadokawa (幽COMICS) 、2014年6月）ISBN 978-4040667768
- 『説経 小栗判官』KADOKAWA/エンターブレイン（2014年12月25日）ISBN 978-4-04-730182-5
- 『死者の書』（KADOKAWA/エンターブレイン、2015年8月）
  - 上巻 KADOKAWA/エンターブレイン（2015年8月24日）ISBN 978-4-04-730686-8
  - 下巻 KADOKAWA/エンターブレイン（2016年4月25日）ISBN 978-4-04-734058-9
- 『夢十夜』岩波書店（2017年1月20日）ISBN 978-4000254250
  - 岩波現代文庫、2020年1月（増補版）
- 『帰る場所』KADOKAWA（2017年2月25日）ISBN 978-4-04-734575-1
- 『たそがれの市 あの世お伽話』KADOKAWA（2017年10月28日）ISBN 978-4-04-106048-3
- 『蟇の血』KADOKAWA（2018年2月10日）ISBN 978-4-04-735045-8
- 『見晴らしガ丘にて それから』ホーム社（2019年6月25日）ISBN 978-4834284997
- 『高丘親王航海記』（原作：澁澤龍彦、KADOKAWA（ビームコミックス））
  1. 2020年9月12日発売[9]、ISBN 978-4-04-736225-3
  2. 2020年9月12日発売[10]、ISBN 978-4-04-736226-0
  3. 2021年4月12日発売[11]、ISBN 978-4-04-736607-7
  4. 2021年10月12日発売[12]、ISBN 978-4-04-736813-2
- 『家守綺譚』（2022年9月27日〜）新潮社 月刊誌「波」にて連載中

### 漫画以外の著作
- 大きな木の下で―生き物をめぐるフィールド便り（松岡達英画、小学館<ビーパル・ブックス>、1998年8月）
- 私たちの着物術（共著、河出書房新社、2003年11月）
- お悩み解決! 着物術（共著、河出書房新社、2004年6月）
- 後には脱兎の如し（晶文社、2004年11月）唯一の単独エッセイ集
- 中・高校生のための狂言入門 (山本東次郎共著、平凡社<平凡社ライブラリーoffシリーズ>、2005年2月）
- うきうきお出かけ着物術（共著、河出書房新社、2006年5月）

### 雑誌特集
『アックス』VOL.90 特集：近藤ようこ（青林工藝舎 2012年12月）ISBN 978-4883793761

### 寄稿
- 旅の途中（『諸星大二郎 デビュー50周年記念 トリビュート』収録[13]、2021年9月）